# 長尾裕
長尾 裕（ながお ゆたか、1965年（昭和40年）8月31日 - ）は、日本の実業家。ヤマト運輸代表取締役社長を経て、ヤマトホールディングス代表取締役社長。兵庫県三木市生まれで、同県神戸市出身。

## 経歴
- 1988年3月 - 高崎経済大学経済学部卒業（茂木一之ゼミ[1]）
- 1988年4月 - ヤマト運輸入社
- 2006年4月 - 埼玉主管支店長
- 2009年4月 - TSS営業推進室長
- 2010年4月 - 執行役員関東支社長
- 2013年4月 - 常務執行役員
- 2015年4月 - 代表取締役社長兼社長執行役員就任[2][3]
- 2019年4月 - ヤマトホールディングス㈱代表取締役社長[4] 兼ヤマト運輸取締役
- 2021年4月 - ヤマトホールディングス代表取締役社長社長執行役員兼ヤマト運輸代表取締役社長社長執行役員[5]